# Sudáfrica en los Juegos Paralímpicos de Pekín 2008
Sudáfrica estuvo representada en los Juegos Paralímpicos de Pekín 2008 por un total de 61 deportistas, 40 hombres y 21 mujeres.

## Medallistas
El equipo paralímpico sudafricano obtuvo las siguientes medallas:
| Nombre              | Deporte           | Evento                                      |
| ------------------- | ----------------- | ------------------------------------------- |
| Oro                 |                   |                                             |
| Ilse Hayes          | Atletismo         | Salto de longitud F13 femenino              |
| Hilton Langenhoven  | Atletismo         | 200 m T12 masculino                         |
| Hilton Langenhoven  | Atletismo         | Salto de longitud F12 masculino             |
| Hilton Langenhoven  | Atletismo         | Pentatlón P12 masculino                     |
| Oscar Pistorius     | Atletismo         | 100 m T44 masculino                         |
| Oscar Pistorius     | Atletismo         | 200 m T44 masculino                         |
| Oscar Pistorius     | Atletismo         | 400 m T44 masculino                         |
| Fanie van der Merwe | Atletismo         | 100 m T37 masculino                         |
| Fanie van der Merwe | Atletismo         | 200 m T37 masculino                         |
| Fanie Lombaard      | Atletismo         | Disco F42 masculino                         |
| Ernst van Dyk       | Ciclismo en ruta  | Ruta HC C masculino                         |
| Philippa Johnson    | Hípica            | Doma individual grado IV mixto              |
| Philippa Johnson    | Hípica            | Doma individual estilo libre grado IV mixto |
| Natalie du Toit     | Natación          | 50 m libre S9 femenino                      |
| Natalie du Toit     | Natación          | 100 m libre S9 femenino                     |
| Natalie du Toit     | Natación          | 400 m libre S9 femenino                     |
| Natalie du Toit     | Natación          | 100 m mariposa S9 femenino                  |
| Natalie du Toit     | Natación          | 200 m estilos SM9 femenino                  |
| Shireen Sapiro      | Natación          | 100 m espalda S10 femenino                  |
| Kevin Paul          | Natación          | 100 m braza SB9 masculino                   |
| Charl Bouwer        | Natación          | 400 m libre S13 masculino                   |
| Plata               |                   |                                             |
| Ilse Hayes          | Atletismo         | 100 m T13 femenino                          |
| David Roos          | Atletismo         | Salto de longitud F46 masculino             |
| Riaan Nel           | Ciclismo en ruta  | Ruta CP1-2 mixto                            |
| Bronce              |                   |                                             |
| Teboho Mokgalagadi  | Atletismo         | 100 m T35 masculino                         |
| Ernst van Dyk       | Atletismo         | Maratón T54 masculino                       |
| Nicholas Newman     | Atletismo         | Jabalina F35/36 masculino                   |
| Fanie Lombaard      | Atletismo         | Peso F42 masculino                          |
| Gavin Kilpatrick    | Ciclismo en pista | Velocidad individual B VI 1-3 masculino     |
| Tadhg Slattery      | Natación          | 100 m braza SB5 masculino                   |